# Талдибулак (Талгарський район)
Талдибула́к (каз. Талдыбұлақ) — село у складі Талгарського району Алматинської області Казахстану. Входить до складу Бельбулацького сільського округу.
Населення — 5492 особи (2021; 3583 у 2009, 2360 у 1999, 2079 у 1989).